# Anuixa Khan
Anuixa Khan Muhàmmad ibn Abu-l-Ghazí Abu-l-Mudhàffar (Anusha Khan) fou kan de Khivà (1663-1687) successor del seu pare Abu l-Ghazi Bahadur Khan que va renunciar al tron (1663) per dedicar-se a estudiar història i religió i lluitar contra els infidels.
El seu pare va morir al cap de poc i llavors va decidir reprendre la guerra contra Bukharà trencant la pau que s'havia ajustat vers el 1662. Va envair Transoxiana probablement més d'una vegada. En la darrera, l'única que es descriu, va atacar Juibar, residència dels khoja juibaris (a diferència dels khoja, els khoja juibaris no podien demostrar la seva descendència dels califes, però eren persones molt respectades). Es creu que va actuar instigat per Subhan Kuli Khan de Balkh que tenia problemes amb el seu pare Abd al-Aziz Khan; quan Anuixa va atacar Jubair el kan Abd al-Aziz era a Kermineh i va tornar ràpidament i a mitjanit va arribar davant Juibar que estava ocupada per les forces coràsmies; llavors es van llençar proclames convidant als habitants a matar els corasmis i tots els que estaven armats, fossin uzbeks, tadjiks o mercaders d'altres llocs, van atacar els soldats ocupants i la seva retirada fou tallada per barricades i les portes i sortides tapades; es va produir una massacre i només una part de l'exèrcit va poder tornar a Coràsmia. Per un temps es van acabar les incursions. La guerra contra Bukharà, que era el rival uzbek en el comerç, tenia de fet un transfon d'afer comercial i el conflicte s'hauria allargat del 1664 al 1680 i del 1683 al 1687.
Anuixa va restablir les relacions amb els turcmans damnades en temps del seu pare, que tenia estretes relacions amb els uzbeks; això va permetre reobrir la ruta comercial entre la mar Càspia i Khivà a través de territori turcman. També va contactar amb els russos d'Astracan, i fins i tot els va demanar diverses vegades entre 1676 i 1687 de construir una fortificació a Karagan el port de la península de Manghishlak; els va oferir també part de les duanes a canvi de la protecció dels seus mercaders dels atacs de cosacs, turcmans i calmucs.
El 1683 va reprendre els atacs a Bukharà, cremant ciutats i pobles i devastant el país especialment el territori a l'entorn de Bukharà, emportant-se molts presoners. Subhan Kuli Khan va haver de demanar (1684) l'ajut de Sadik Khan el seu fill al que havia establert com a kalkhan de Balkh. aquest va marxar amb el seu exèrcit però va saber pel camí els èxits d'Anuixa (que havia ocupat Samarcanda) i que alguns emirs l'afavorien i altres s'havien revoltat obertament a Hissar i Khodjend, i va considerar més prudent retornar a Balkh. Subhan Kuli Khan va cridar llavors a Mahmud Jan Atalik, de la tribu dels Yuz, governador del Badakhxan, que va sortir amb les seves forces i va derrotar a Anuixa a la plana de Gijuvan, obligant-lo a abandonar Samarcanda i retirar-se cap a Khivà; després va sotmetre als amirs rebels a Khodjend.
El 1685 Subhan Kuli va decidir castigar el seu fill, que l'havia traït. Sadik, assabentat, es va preparar per resistir. Va fer matar els seus dos germans Abd al-Ghani i Abd al-Kaiyum, i va enviar una ambaixada per negociar amb l'emperador mogol Aurangzeb; Subhan Kuli Khan va iniciar les operacions avançant fins a Khan Abad, on va escriure una carta al seu fill al que va oferir el perdó si hi anava; Sadik el va anar a veure i fou rebut cordialment pel seu pare però en un moment determinat fou capturat i encadenat i enviat a una fosca i apartada presó; el kan va fer matar els col·laboradors del fill en mig de terribles turments; Sidik va morir al cap de tres mesos d'empresonament (1686). Subhan va quedar amb el control de Balkh. El 1686 Anuixa Khan, segurament aprofitant el recent conflicte de Balkh, va fer una nova incursió a Bukharà i va arribar fins a les portes de la capital. El kan va enviar contra els corasmis a Mahmud Jan Atalik, que finalment els va poder derrotar altre cop. Mahmud fou recompensat amb el govern de Balkh que va afegir al seu govern de Badakhxan (i on hauria designat delegat a un altre Mahmud Jan). Llavors el kan va sortir per combatre la rebel·lió que des de feia set anys sostenia al districte d'Hissar Kara Alchin bey i que no se sap quins lligams tenia amb Anuixa. El rebel fou assetjat a la fortalesa de Naaman o Jebel, al Badakhxan; el setge va durar uns mesos i durant aquest temps el cap rebel, que comptava amb el suport de Yar Muhammad, governador de Juzgun, va instigar a aquest a fer dues incursions a Kunduz i Kashim, en territori de Mahmud Jan, però finalment, després de diversos assalts, la fortalesa fou conquerida i el cap rebel va morir a la lluita; el seu cap fou enviat a Bukharà. El 1687 Subhan Kuli, va fer una peregrinació a Mashad i Anuixa Khan va aprofitar la seva absència per fer un nou atac arribant altre cop prop de Bukharà, però fou el seu darrer intent, ja que fou derrotat severament; Anuixa no va desistir i va preparar una nova expedició per l'any següent, però una sèrie d'amirs als quals agents de Bukharà havien estat treballant, van aprofitar el moment per donar un cop d'estat: van fer circular el rumor que els calmucs estaven a punt d'envair el país i van aconsellar a Anuixa donar el comandament de l'exèrcit al seu fill Erenk o Erengh Sultan, que estava en la conspiració; una vegada amb el control de les tropes va arrestar i deposar el seu pare al que va cegar i després va matar. El fill es va proclamar kan (Erenk, Erengh o Arang Muhammad Khan).